# Echinopepon calcitrapa
Echinopepon calcitrapa är en gurkväxtart som beskrevs av Mcvaugh. Echinopepon calcitrapa ingår i släktet Echinopepon och familjen gurkväxter. Inga underarter finns listade i Catalogue of Life.